# Euoplos ballidu
Euoplos ballidu là một loài nhện trong họ Idiopidae.
Loài này thuộc chi Euoplos. Euoplos ballidu được Barbara York Main miêu tả năm 2000.